# 征韓偉略

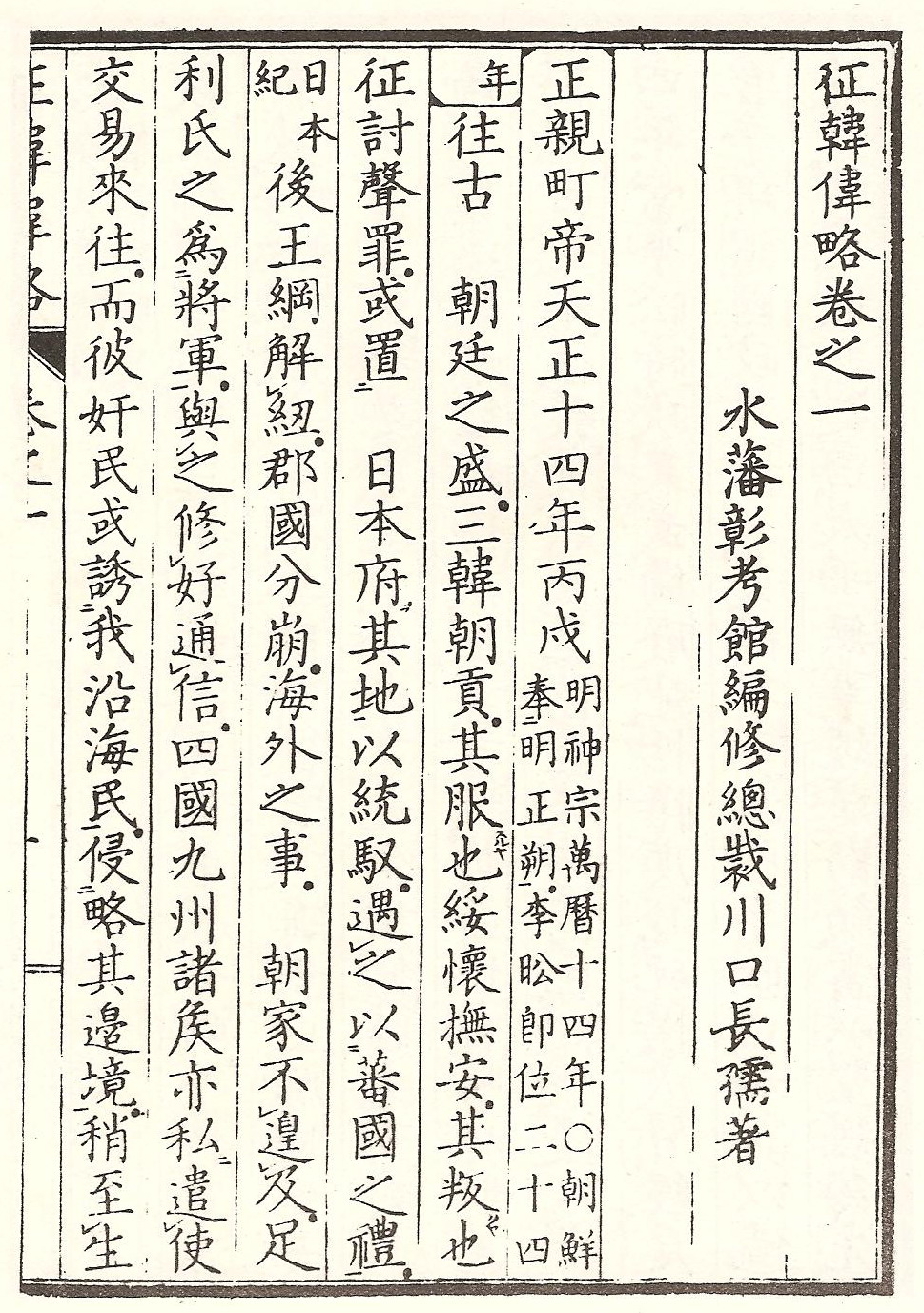
《征韓偉略》書影

《征韓偉略》是日本江戶時代晚期學者川口長孺用漢語文言文所撰，內容記載朝鮮壬辰衛國戰爭的史事，共五卷。作者站在日本的立場編撰此書，未必公允，但由於其写作年代較晚，因此能蒐集日、中、朝的史書，如《太閤記》、《明史》、《懲毖錄》等等，使這部史書具有相當的參考價值。

## 《征韓偉略》的編成
《征韓偉略》的作者川口長孺，生活於江戶時代晚期，曾擔任水戶藩彰考館編修總裁。川口長孺在編撰此書時，引用了大批史籍，中國方面有《明史》、《明史稿》、《兩朝平攘錄》等書，朝鮮半島方面主要參考了柳成龍的《西厓文集》及《懲毖錄》，日本方面則有《秀吉譜》、《太閤記》等，一共六十餘種。

## 內容
《征韓偉略》的內容如下：
- 卷之一，記述朝鮮壬辰衛國戰爭的背景、爆發至1592年農曆五月日軍攻陷漢城、開城等地的史事。[3]
- 卷之二，記述自1592年農曆五、六月間，日軍攻陷漢城後「分朝鮮地界而經略」，至1593年農曆二月的碧蹄館大戰。[4]
- 卷之三，記述自1593年農曆二月，朝鮮將領權慄在幸州山城的防衛戰，及至後來明朝沈惟敬向日本進行外交斡旋的史事。[5]
- 卷之四，記述交戰雙方議和的情況，以及重啟戰端，至1597年農曆七、八月間日軍進迫朝鮮全羅道南原地區。[6]
- 卷之五，記述自1597年農曆八月在全羅道南原的戰況，及至最後草草提到朝鮮壬辰衛國戰爭結束時日軍撤退的情況。[7]

## 評價
中國學者吳豐培認為，《征韓偉略》所引用的書籍量豐富，達六十餘種，記載了自萬曆十四年（1586年）至二十六年（1598年）的史事，除了對於豐臣秀吉死時日軍撤退的情況略而不詳外，全書記事尚算翔實。但作者川口長孺本身站在日本的立場，故此將書名稱為「偉略」，以示誇耀武功，所以本書未必公允，有必要與其他書籍互相參閱，才能了解實情。

## 外部連結
- （日語）. （原始内容存档于2005-05-26）.